# Utricularia multifida
Espèce
Utricularia multifida est une espèce de plantes à fleurs de la famille des Lentibulariaceae. C'est une utriculaire originaire d'Australie.
À cause de la forme particulière de sa fleur (un pétale découpé, arrondi, de couleur rose à mauve), la plante a d'abord été classée dans un genre à part, Polypompholyx, mais l'étude de la forme de la plante et du fonctionnement des pièges ont finalement permis de faire de Polypompholyx un sous-genre d'Utricularia.
Cette plante carnivore se trouve en Australie de l'Ouest, approximativement sous une ligne reliant la ville de Perth à celle d'Albany. Elle vit aux bords des marais, dans les sols moussus et des sables tourbeux sous un climat tempéré à subtropical.

## Description
Cette plante a 2 cm de diamètre. Ses feuilles spatulés sont des pièges de 4 mm de long. Les fleurs sont roses, très rarement blanches.